# Stain Davie
Stain Davie (Kasungu, 23 settembre 1997) è un calciatore malawiano, attaccante del Silver Strikers e della nazionale malawiana.

## Carriera

### Club
Nel 2020, dopo aver militato per due stagioni al TN Stars (salvo una parentesi al Vilankulo), è passato al Silver Strikers.

### Nazionale
Ha debuttato in nazionale il 25 gennaio 2022, in Marocco-Malawi (2-1), subentrando a Stanley Sanudi al minuto 79. Ha partecipato, con la nazionale, alla Coppa d'Africa 2021. È sceso in campo, inoltre, nelle qualificazioni alla Coppa d'Africa 2023.

## Statistiche

### Cronologia presenze e reti in nazionale
Statistiche aggiornate al 3 ottobre 2022.

| Cronologia completa delle presenze e delle reti in nazionale ― Malawi | Cronologia completa delle presenze e delle reti in nazionale ― Malawi | Cronologia completa delle presenze e delle reti in nazionale ― Malawi | Cronologia completa delle presenze e delle reti in nazionale ― Malawi | Cronologia completa delle presenze e delle reti in nazionale ― Malawi | Cronologia completa delle presenze e delle reti in nazionale ― Malawi | Cronologia completa delle presenze e delle reti in nazionale ― Malawi | Cronologia completa delle presenze e delle reti in nazionale ― Malawi |
| Data                                                                  | Città                                                                 | In casa                                                               | Risultato                                                             | Ospiti                                                                | Competizione                                                          | Reti                                                                  | Note                                                                  |
| --------------------------------------------------------------------- | --------------------------------------------------------------------- | --------------------------------------------------------------------- | --------------------------------------------------------------------- | --------------------------------------------------------------------- | --------------------------------------------------------------------- | --------------------------------------------------------------------- | --------------------------------------------------------------------- |
| 25-1-2022                                                             | Yaoundé                                                               | Marocco                                                               | 2 – 1                                                                 | Malawi                                                                | Coppa d'Africa 2021 - Sedicesimi di finale                            | -                                                                     | 79’                                                                   |
| 5-6-2022                                                              | Lilongwe                                                              | Malawi                                                                | 2 – 1                                                                 | Etiopia                                                               | Qual. Coppa d'Africa 2023                                             | -                                                                     | 69’                                                                   |
| 9-6-2022                                                              | Conakry                                                               | Guinea                                                                | 1 – 0                                                                 | Malawi                                                                | Qual. Coppa d'Africa 2023                                             | -                                                                     | 76’                                                                   |
| 6-7-2022                                                              | Durban                                                                | Lesotho                                                               | 2 – 1                                                                 | Comore                                                                | COSAFA Cup 2022 - Gironi                                              | -                                                                     | 78’                                                                   |
| 8-7-2022                                                              | Durban                                                                | Malawi                                                                | 1 – 1                                                                 | eSwatini                                                              | COSAFA Cup 2022 - Gironi                                              | -                                                                     | 46’                                                                   |
| 10-7-2022                                                             | Durban                                                                | Mauritius                                                             | 0 – 2                                                                 | Malawi                                                                | COSAFA Cup 2022 - Gironi                                              | -                                                                     | 70’                                                                   |
| 24-3-2023                                                             | Il Cairo                                                              | Egitto                                                                | 2 – 0                                                                 | Malawi                                                                | Qual. Coppa d'Africa 2023                                             | -                                                                     | 46’ 90+4’                                                             |
| Totale                                                                |                                                                       | Presenze                                                              | 7                                                                     |                                                                       | Reti                                                                  | 0                                                                     |                                                                       |